# Oriente Petrolero
Club Deportivo Oriente Petrolero je bolivijský fotbalový klub. Sídlí ve městě Santa Cruz de la Sierra ve východní části země. Klub je spojen se státní ropnou společností Yacimientos Petrolíferos Fiscales Bolivianos a má přezdívku Albiverdes (Bílozelení).
Klub byl založen 5. listopadu 1955. V nejvyšší soutěži Primera División de Bolivia hraje od jejího založení a nikdy nesestoupil, získal pět mistrovských titulů (1971, 1979, 1990, 2001 a 2010) a je na třetím místě historické tabulky. V letech 2003 a 2005 vyhrál Copa Aerosur. Devatenáctkrát se zúčastnil Poháru osvoboditelů a nejlepším výsledkem bylo čtvrtfinále v roce 1988.
Domovským stadionem je Estadio Ramón Tahuichi Aguilera, který je s kapacitou 38 000 diváků druhým největším v Bolívii.
Lokálním rivalem je Club Blooming, vzájemný zápas je známý jako clásico cruceño.